# Мурин (приток Куды)
Мурин (бур. Мүрэн) — река в Иркутской области России. Левый приток Куды, бассейн Ангары.

## Общие сведения
Протекает в юго-западном направлении по территории Баяндаевского и Эхирит-Булагатского районов. Исток находится в 6 км от села Тургеневка. Впадает в реку Куду в 92 км от её устья по левому берегу. Длина реки — 119 км, площадь водосборного бассейна — 2720 км². Средний расход воды — 0,56 м³/с. Высота устья — 486 м над уровнем моря.
| Средний расход воды (м³/с) реки Мурин по месяцам с 1948 по 1990 гг. (замеры производились на гидрологическом посту в районе д. Загатуй, в 90 км от устья) |

## Основные притоки
(расстояние от устья)
- 39 км — река Харат (лв)
- 68 км — река Тамара (лв)
- 94 км — река Каменка (пр)

## Данные водного реестра
По данным государственного водного реестра России и геоинформационной системы водохозяйственного районирования территории РФ, подготовленной Федеральным агентством водных ресурсов:
- Бассейновый округ — Ангаро-Байкальский
- Речной бассейн — Ангара
- Речной подбассейн — Ангара до створа гидроузла Братского водохранилища
- Водохозяйственный участок — Ангара от Иркутского гидроузла до впадения реки Белой, без рек Иркут и Китой